# Fascellina punctata
Fascellina punctata är en fjärilsart som beskrevs av W. Warren 1898. Fascellina punctata ingår i släktet Fascellina och familjen mätare. Inga underarter finns listade i Catalogue of Life.